# Килиноччи (округ)
Килиноччи (синг. කිලිනොච්චි දිස්ත්‍රික්කය, там. கிளிநொச்சி மாவட்டம) — один из 25 округов Шри-Ланки. Входит в состав Северной провинции страны. Административный центр — город Килиноччи.
Площадь округа составляет 1279 км². В административном отношении подразделяется на 4 подразделения.
Население по данным переписи 2012 года составляет 112 875 человек. 97,03 % населения составляют ланкийские тамилы; 1,49 % — индийские тамилы; 0,85 % — сингальцы; 0,60 % — ларакалла и 0,02 % — другие этнические группы. 82,47 % населения исповедуют индуизм; 16,05 % — христианство; 0,84 % — буддизм и 0,60 % — ислам.